# Пежо тип 117
Пежо тип 117 (фр. Peugeot Type 117) је моторно возило произведено 1909. године од стране француског произвођача аутомобила Пежо у њиховој фабрици у Лилу. У тој години је произведено 104 јединице.
Овај тип возила произведен је у две варијанте које су се разликовале по мотору. У тип 117А уграђен је четвороцилиндричан, четворотактни мотор запремине 4588 cm³ и снаге 22 КС, који је постављен напред и карданским преносом повезан са задњим точковима (задња вуча), а у варијанту 117Б шестоцилиндрични мотор запремине 3317 cm³ и снаге 20 КС.
Међуосовинско растојање је 325,1 цм, а размак точкова 145 цм. Облик каросерије је купе-лимузина са местом за четири до пет особа.